# スーダン (地理概念)

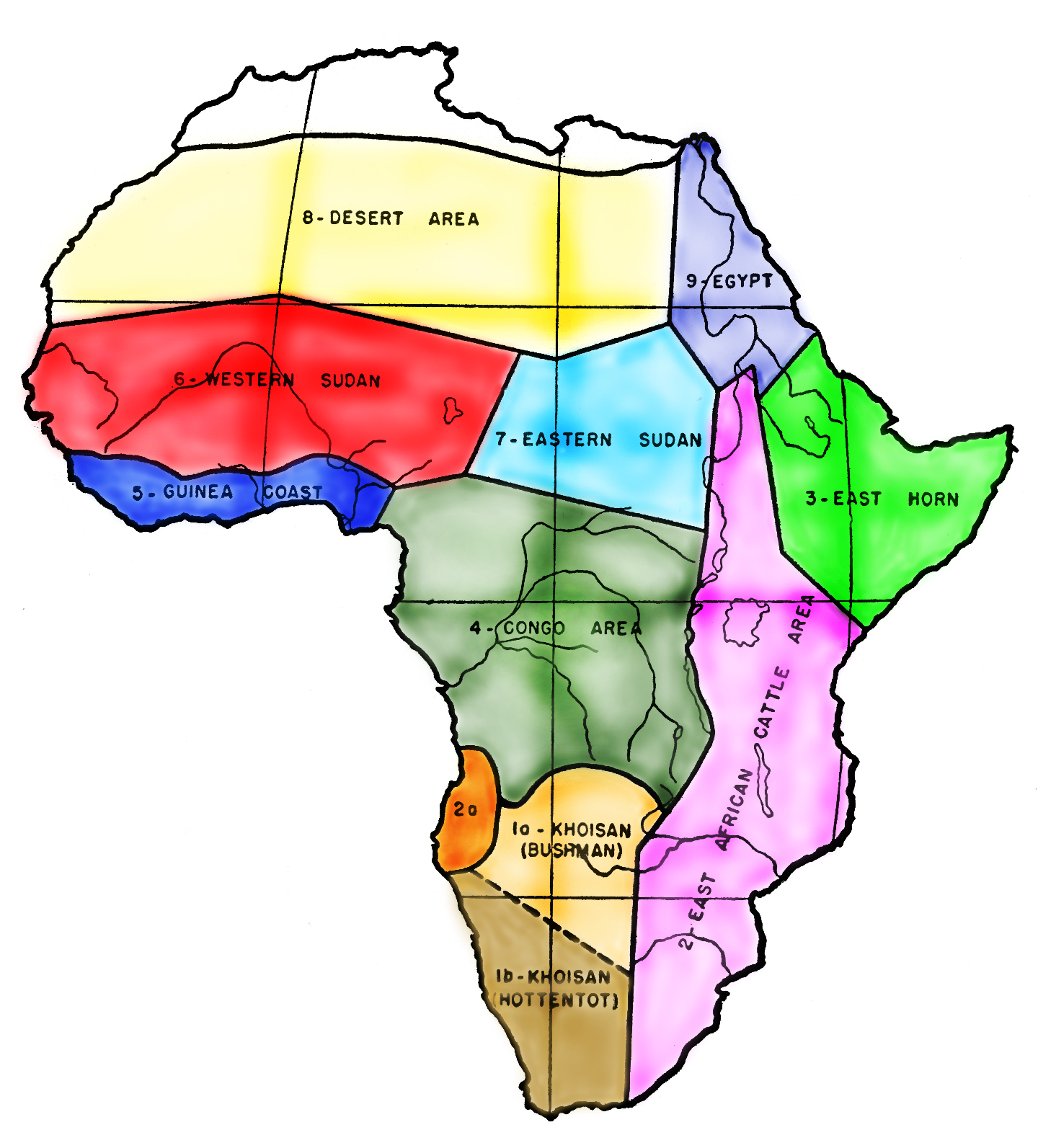
アフリカ大陸の歴史的な地理区分。赤と水色が中世から近代にかけて「スーダン」と呼ばれた地域に該当する。

スーダン（the Sudan）は、中世から近代の北アフリカおよびヨーロッパで西アフリカから東アフリカに至るまでのサハラ砂漠以南、かつイスラム教の影響下にある広いサバナ地域を漠然と指して使用された地域名称である。
現在の国家としてのスーダン共和国（北スーダン）および南スーダン共和国は近代までの地理概念の「スーダン」の東部に当たり、日本の学術分野では特に国家としてのスーダン共和国と区別するために歴史的スーダンの呼称が用いられる場合があるが、アフリカ史では単に「スーダン」とだけ記されることも少なくない。英語では地理概念としてのスーダン "The Sudan" または "the Sudan Region"（スーダン地方）と呼び、国家名としてのスーダンを "Sudan"（the をつけない）と読んで区別している。

## 地理概念としてのスーダンの範囲
地理概念としての「スーダン」は、アラビア語で「黒い人」を意味する al-Sūdān に由来する。この場合の「スーダン」は、北アフリカのアラブ人たちからみて南に住む黒色人種の居住地域、つまり Bilād al-Sūdān「スーダン（黒い人）の住む地」と呼ばれてきた地域のことを指すと考えてよい。
つまり「サハラの向こう側に広がるスーダン人の住む隊商交易で繁栄した豊かな地域」とイメージされてきた地域のことであって、アフリカのギニア湾より南側は地理概念としての「スーダン」には漠然と含まれていないと考えられる。

### 歴史
スーダンと呼ばれた地域には、多くの古代王国が興亡した。
西アフリカ・西スーダンには8世紀 - 11世紀にかけてニジェール川沿いにガーナ王国がサハラ越えの隊商貿易（サハラ交易）の中継地として栄え、14世紀 - 15世紀に繁栄したマリ帝国、ソンガイ帝国（ガオ帝国、1464年 - 1590年）も同じようにして繁栄した。また同時期の中部スーダン・チャド湖北岸には、カネム・ボルヌ帝国が繁栄した。
これらスーダンの王国の繁栄ぶりは、北アフリカのアラブ商人やイスラム王朝の羨望の的であり、場合によっては嫉妬を引き起こしたとも考えられる。そしてガーナ王国は、1077年モロッコのムラービト朝により滅ぼされ、ソンガイ帝国は1590年にやはりモロッコのサアド朝に攻め滅ぼされた。
アフリカ分割によって西アフリカの広い部分がフランス領になると、その一部がフランス領スーダン（French Sudan）と呼ばれるようになった。「フランス領スーダン」は、1960年4月に、マリ連邦が独立することによって消滅した。

### 現在の国家

#### 東部スーダン
- スーダン共和国（北スーダン）
- 南スーダン共和国
- チャド

#### 西部スーダン
- ブルキナファソ
- マリ共和国（旧フランス領スーダン）
- セネガル
- ニジェール
- ナイジェリア北部

## 現代のスーダン
現代において「スーダン」と呼ばれる地域は中世から近代にかけて「スーダン」と呼ばれた地域の東部（地図の水色の部分の東側）に当たる。この地域は1899年から1955年末までイギリスとエジプトが共同統治する英埃領スーダン（えいあいりょうスーダン、Anglo-Egyptian Sudan）であったが、1956年1月1日に独立してスーダン共和国となった。この際に成立した共和国は現在の南スーダンを含んでいたが、2011年に南部10州が住民投票を経て分離・独立し南スーダン共和国となっている。
南スーダンの独立後、従来から存在しているスーダン共和国を指して「北スーダン」と呼称することもあるが、南北関係を表す以外では「北」を付けず「スーダン」と呼称するのが一般的である。